# Iván Újov
Iván Serguéievich Újov (en ruso: Ива́н Сергее́вич У́хов; n. 29 de marzo de 1986 en Cheliábinsk, URSS, actual Rusia) es un atleta ruso especialista en salto de altura. En pista cubierta, ha sido campeón del mundo en 2010 y dos veces campeón de Europa, en 2009 y 2011.
En 2019 fue descalificado retroactivamente al dar positivo en un control antidopaje, por lo que se invalidaron sus resultados entre julio de 2012 y diciembre de 2014; entre ellos, su título de campeón olímpico en los Juegos Olímpicos de Londres 2012.

## Carrera

### Inicios
En una entrevista en julio de 2010 para la BBC News, Újov - a quien los amigos llaman Vanya - dijo que su amor por el deporte comenzó a los 7 años cuando su madre lo inscribió en baloncesto: "Después de nueve años de jugar me peleé con mi entrenador y me decidí a practicar un deporte diferente. Yo era bastante alto y elegí disco, y con 17 años probé con el salto de altura. Después de entrenar alrededor de un año obtuve el récord júnior de Rusia y decidí que sería más fácil seguir saltando que con el disco", dijo. Después de aprender a saltar, estableció una mejor marca personal de 2,15 m el 28 de junio de 2004, y al año siguiente mejoró a 2,30 (el 4 de julio de 2005) en una reunión en Tula, Rusia. Representó a Rusia en el Campeonato Mundial Junior de Atletismo 2004 en Grosseto, Italia, pero se no clasificó entre los 12 mejores saltadores del 13 de julio, y no participó en la final.
Ganó la medalla de oro en los Campeonatos júnior de atletismo  de Europa 2005 (19 años), celebrado en Kaunas. Fue el único competidor que superó los 2,23 m, y dijo después: "Me siento un poco confundido. Todavía no puedo creer que sea ganador".
El 1 de febrero de 2019, el Tribunal de Arbitraje Deportivo (TAS) anunció su suspensión retroactiva por dopaje, por lo cual fueron anulados todos sus resultados entre el 16 de julio de 2012 y el 31 de julio de 2015. El periodo de suspensión fue posteriormente reducido por el mismo organismo, dejando su final en el 31 de diciembre de 2014.

## Resultados en principales competencias
| Año  | Competencia                                         | Sitio                | Posición final      | Marca alcanzada |
| 2004 | Campeonato Mundial Juvenil                          | Grosseto, Italia     | 13.º                | 2,10 m          |
| 2005 | Campeonato Europeo Juvenil de Atletismo             | Kaunas, Lituania     | 1.º                 | 2,23 m          |
| 2005 | Universiada de verano                               | Esmirna, Turquía     | 4.º                 | 2.23 m          |
| 2006 | Campeonatos Europeos                                | Gothenburg, Suecia   | 12.º                | 2,20 m          |
| 2006 | Final del Campeonato Mundial de Atletismo 2006 IAAF | Stuttgart, Alemania  | 5.º                 | 2,25 m          |
| 2009 | Campeonatos Europeos en Pista Cubierta              | Turín, Italia        | 1.º                 | 2,32 m          |
| 2010 | Campeonatos Mundiales en Pista Cubierta             | Doha, Catar          | 1.º                 | 2,36 m          |
| 2010 | Campeonatos Europeos                                | Barcelona, España    | 2.º                 | 2,31 m          |
| 2010 | Liga de Diamante                                    | Diversos sitios      | Ganador de la serie | N/A             |
| 2011 | Campeonatos Europeos en Pista Cubierta              | Paris, Francia       | 1.º                 | 2,38 m          |
| 2011 | Campeonatos Mundiales                               | Daegu, Corea del Sur | 5.º                 | 2,32 m          |
| 2012 | Campeonatos Mundiales en Pista Cubierta             | Estambul, Turquía    | 3.º                 | 2,31 m          |
| 2012 | Juegos Olímpicos                                    | Londres, Reino Unido | DSQ                 | 2,38 m          |
| 2013 | Universiada                                         | Kazán, Rusia         | DSQ                 | 2,28 m          |
| 2013 | Campeonatos Mundiales                               | Moscú, Rusia         | DSQ                 | 2,35 m          |
| 2014 | Campeonato Mundial en Pista Cubierta                | Sopot, Polonia       | DSQ                 | 2,38 m          |
| 2014 | Campeonato de Europa                                | Zúrich, Suiza        | DSQ                 | 2,30 m          |

DSQ = Descalificado por dopaje